# Yasuhiro Yamada
Yasuhiro Yamada (13 de febrero de 1968 – 8 de abril de 2013) fue un jugador de fútbol profesional japonés que jugaba en la demarcación de defensa.

## Biografía
Yasuhiro Yamada debutó como futbolista profesional en 1990 a los 22 años con el Cerezo Osaka, jugando un total de dos temporadas en el club con un total de catorce partidos. Posteriormente fue traspasado al Shimizu S-Pulse durante cuatro temporadas, retirándose en 1996 a los 28 años tras una lesión.
Falleció el 8 de abril de 2013 a los 45 años de edad.

## Estadísticas
| Información | Información     | Información          | Liga     | Liga  | Copa               | Copa               | Copa de la liga | Copa de la liga | Total    | Total |
| Temporada   | Club            | Liga                 | Partidos | Goles | Partidos           | Goles              | Partidos        | Goles           | Partidos | Goles |
| Japón       | Japón           | Japón                | Liga     | Liga  | Copa del Emperador | Copa del Emperador | Copa J. League  | Copa J. League  | Total    | Total |
| ----------- | --------------- | -------------------- | -------- | ----- | ------------------ | ------------------ | --------------- | --------------- | -------- | ----- |
| 1990/91     | Cerezo Osaka    | Japan Soccer League  | 14       | 0     |                    |                    |                 |                 | 14       | 0     |
| 1992        | Shimizu S-Pulse | J. League Division 1 | -        | -     |                    |                    | 2               | 0               | 2        | 0     |
| 1993        | Shimizu S-Pulse | J. League Division 1 | 3        | 0     | 0                  | 0                  | 6               | 0               | 9        | 0     |
| 1994        | Shimizu S-Pulse | J. League Division 1 | 26       | 0     | 0                  | 0                  | 1               | 0               | 27       | 0     |
| 1995        | Shimizu S-Pulse | J. League Division 1 | 2        | 0     | 0                  | 0                  | -               | -               | 2        | 0     |
| País        | Japón           | Japón                | 45       | 0     | 0                  | 0                  | 9               | 0               | 54       | 0     |
| Total       | Total           | Total                | 45       | 0     | 0                  | 0                  | 9               | 0               | 54       | 0     |